# Iulus nemorensis
Iulus nemorensis är en mångfotingart som beskrevs av Menge 1815. Iulus nemorensis ingår i släktet Iulus och familjen kejsardubbelfotingar. Inga underarter finns listade i Catalogue of Life.